# Premios Bávaros del Cine
Los Premios Bávaros del Cine, los entrega el gobierno de Baviera (Alemania) de forma anual desde 1979 por los logros en el mundo cinematográfico alemán. Junto con los Premios Alemanes de Cine, son los más importantes del sector en Alemania.
La gala de entrega de premios se celebra a mediados de enero en el Teatro Cuvilliés en Múnich para galardonar a las cintas estrenadas el año anterior. Los premios están acompañados de una prestación económica, que totaliza 400,000 euros. La mayor dotación, de 200.000 euros, se entrega a la mejor producción. El resto de premios tienen una dotación de entre 10.000 y 25.000 euros. A los ganadores también se les entrega una estatuilla de Pierrot, el personaje de Commedia dell'arte, diseñado por Franz Anton Bustelli y fabricado por la Fábrica de Porcelana de Nymphenburg en Múnich.

## Categorías
Los ganadores del premio son elegidos por un jurado seleccionado por el estado y cuenta con las siguientes categorías: 
- Mejor producción
- Mejor dirección
- Mejor actuación
- Mejor guion
- Mejor fotografía
- Mejor montaje
- Mejor puntuación de una película
- Mejor diseño de producción
- Mejor Documentary Film
- Mejor película de director joven
- Premio especial

El ministro presidente de Baviera también puede conceder un premio honorífico.